# Stonefield
Stonefield es una localidad de Santa Lucía que forma parte del distrito de Soufrière.